# Thomas Alured Faunce
Thomas Alured Faunce (1958 – Canberra, 7 luglio 2019) è stato un giurista e medico australiano, Professore Associato alla Facoltà di Legge (College of Law) e alla Facoltà di Medicina, Biologia e Ambiente (College of Medicine, Biology and the Environment) della Università Nazionale Australiana di Canberra, in Australia.
La sua principale area di ricerca è rappresentata da diritto e politica della tecnologia sanitaria e nel 2009 il Consiglio di Ricerca Australiano (Australian Research Council) gli ha assegnato una borsa di studio (Future Fellowship) per studiare nanotecnologia e salute pubblica globale.

## Carriera
Thomas Alured Faunce ha conseguito due lauree, in arte e legge, alla Australian National University nel 1982. Come studente di legge, ha vinto premi nell'ambito del diritto contrattuale e del diritto aerospaziale, e ha fatto parte della squadra che ha vinto la competizione legale internazionale di processo simulato "Philip C. Jessup Cup".
Faunce si è poi laureato in medicina alla Università di Newcastle in Australia nel 1993; successivamente ha esercitato in medicina d'urgenza all'Ospedale di Base di Wagga Wagga, nonché in rianimazione, in farmacologia clinica e in tossicologia all'Ospedale di Canberra (The Canberra Hospital)

## Contributi accademici
Faunce è autore di libri, ha pubblicato articoli e capitoli di libri su diritto sanitario, politica sanitaria e bioetica. La sua principale area di ricerca è la nanotecnologia e il suo impatto sulla salute pubblica globale.
Faunce nelle sue pubblicazioni accademiche e ricerche ha studiato l'importante ruolo della nanotecnologia nella risoluzione o nel perfezionamento di molti dei problemi critici di salute pubblica che affronta l'umanità, ma anche la necessità di applicare il principio di precauzione in relazione ad alcuni dei suoi rischi per la sicurezza.

## Vita privata
Figlio del consulente medico di Canberra, Dott. Marcus de Laune Faunce, Tom Faunce è sposato e ha un figlio.